# Westlake & 9th-Denny (Tranvía de Seattle)
Westlake & 9th-Denny es una estación en sentido norte y sur de la línea South Lake Union del Tranvía de Seattle. La estación es administrada por King County Metro. La estación en sentido Sur se encuentra localizada en Westlake Avenue & 9th Street y en sentido Norte en Westlake Avenue y Denny Way en el Centro de Seattle, Washington. La estación de Westlake & 9th-Denny fue inaugurada el 12 de diciembre de 2007.

## Descripción
La estación Westlake & 9th-Denny cuenta con 1 plataforma lateral.

## Conexiones
La estación es abastecida por las siguientes conexiones: 
- King County Metro